# Elena Fischer

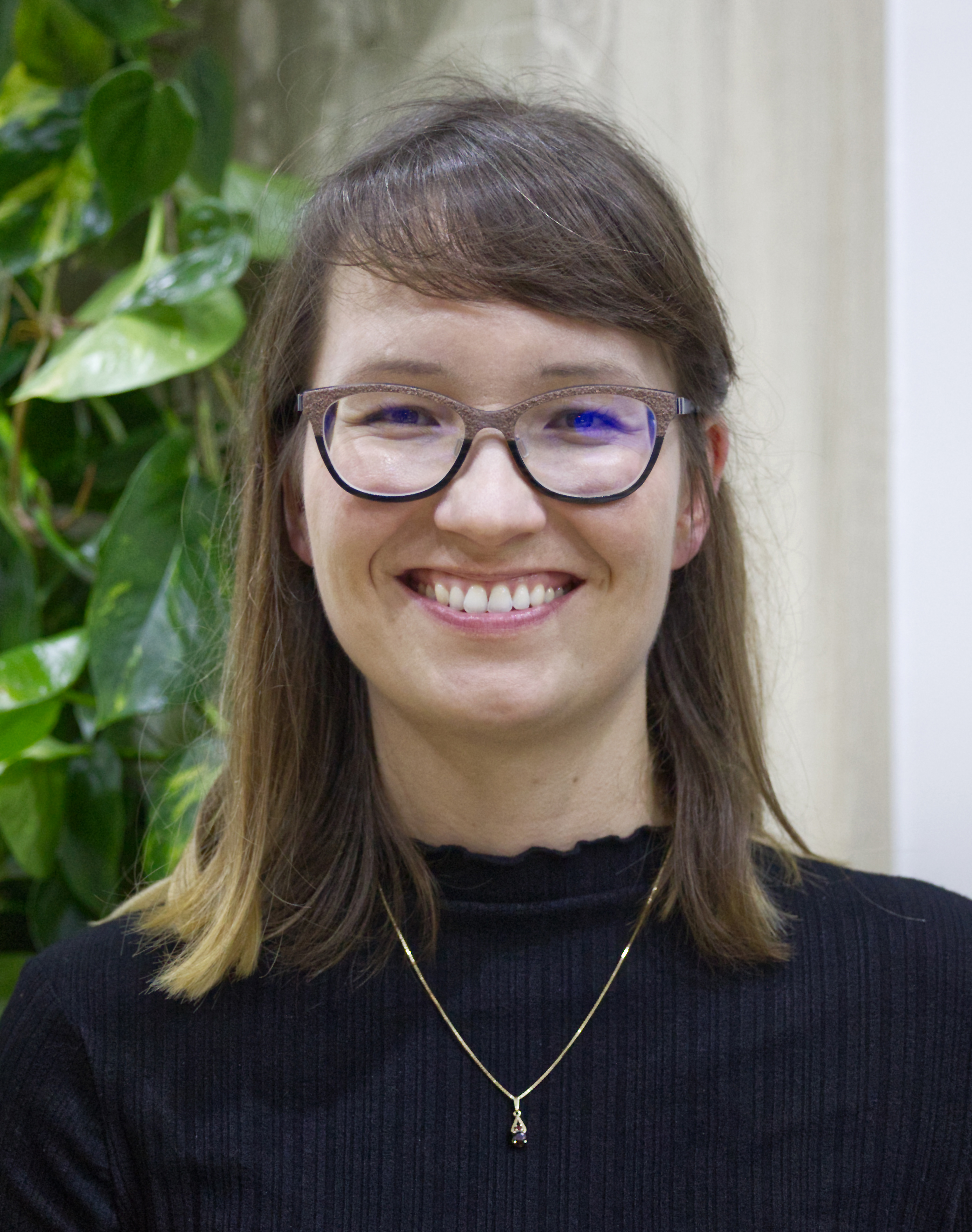
Elena Fischer (2023)

Elena Fischer (* 1987) ist eine deutsche Buchautorin. Ihr Debütroman Paradise Garden brachte sie 2021 ins Finale des Wettbewerbs Open Mike und war 2023 für den Deutschen Buchpreis (Longlist) nominiert.

## Leben
Sie studierte Komparatistik und Filmwissenschaft in Mainz. Sie absolvierte ein Fernstudium an der Autorenschule der Textmanufaktur und nahm 2019 und 2020 an der Textwerkstatt von Kurt Drawert am Literaturhaus Darmstadt teil.
Im August 2023 veröffentlichte Fischer ihren Debütroman Paradise Garden, der von drei eigenwilligen Frauen handelt, die in einer Hochhaussiedlung leben. Der Roman ist eine Mischung aus Mutter-Tochter-Geschichte, Entwicklungsroman und Familienroman und konzentriert sich auf die innere Entwicklung der Charaktere, die trotz prekärer Lebensumstände das Schöne im Alltäglichen finden. Fischer wurde für diesen Roman für den Deutschen Buchpreis und den Debütpreis des Harbour Front Literaturfestivals nominiert.
Fischer lebt und arbeitet mit ihrer Familie in Mainz-Gonsenheim.

## Auszeichnungen
- 2021: Finalistin beim 29. open mike
- 2021: Literaturförderpreis der Landeshauptstadt Mainz für junge Autorinnen und Autoren.[3]
- 2024: Debütpreis der Literaturwerks Rheinland-Pfalz/Saar

## Werke
- Paradise Garden. Diogenes Verlag, Zürich 2023, ISBN 978-3-257-07250-1.